# Sam Irons
Samuel James Brefni Irons (* 16. September 1978 in London, England) ist ein britischer Fotograf.

## Leben
Sam besuchte das Trinity College (Dublin) in Irland, wo er englische Literatur studierte. 2004 absolvierte er die University of Brighton, an der er Fotografie studierte.
1986 spielte er als Achtjähriger an der Seite seines Vaters in einer Produktion der Royal Shakespeare Company die Rolle des Mamillius in Shakespeares The Winter’s Tale. 1989 spielte er ebenfalls an der Seite seines Vaters eine Rolle in dem Film Danny the Champion.

### Familie
Irons ist der Sohn der Schauspieler Jeremy Irons  und Sinéad Cusack. Sein jüngerer Bruder Max Irons ist Schauspieler. Sein Halbbruder ist der irische Politiker Richard Boyd Barrett (* 1968). Er ist der Enkel von Cyril Cusack und Maureen Cusack sowie der Neffe von Sorcha Cusack.

## Filmografie
- 1989: Danny – Der Champion (Danny the Champion of the World)